# Bourj Hammoud
Bourj Hammoud (in arabo برج حمود‎?, Burju Ḥammūd; in armeno Պուրճ Համուտ?, P'urč Hamut) è un comune del Libano situato nel distretto di al-Matn, nel governatorato del Monte Libano, in Libano. Separato da Beirut dal fiume Beirut, Bourj Hammoud rappresenta una delle località più densamente abitate della regione. La maggioranza della popolazione è costituita da armeni e la località rappresenta il principale centro sociale, culturale e politico per la comunità armena in Libano.

## Storia
La città di Bourj Hammoud venne fondata da profughi armeni sopravvissuti al genocidio perpetrato dagli ottomani e poi giunti principalmente dalla Cilicia nel 1922 in seguito al trattato di Ankara. La comunità di rifugiati armeni, distribuita in gran parte in baraccopoli, acquisì con il supporto delle autorità mandatarie francesi i terreni agricoli e paludosi a est del fiume Beirut, nella quale la città si sviluppò a partire dagli anni 1930. I quartieri che si vennero a creare erano associati alle città di origine degli abitanti, in particolare Marash e Hadjin. Varie associazioni caritatevoli statunitensi supportarono la comunità nel realizzare nuove strutture sociali. La città divenne in breve tempo il principale centro sociale e culturale per la comunità armena in Libano; sorsero infatti numerosi teatri, case editrici e associazioni culturali.
I rifugiati armeni si distinguevano fortemente tra loro dal punto di vista culturale, linguistico e religioso, essendo originari da svariate aree dell'Anatolia orientale. La gran parte della comunità era di lingua turca; altre componenti parlavano svariati dialetti della lingua armena, in particolare l'armeno occidentale e il dialetto armeno di Hadjin. In ambito religioso dominava la Chiesa apostolica armena, seguita dalla Chiesa armeno-cattolica e dalla Chiesa evangelica armena. Nei primi decenni gli armeni tendevano ad aggregarsi sulla base dei legami regionali e del villaggio del quale erano originari. Le istituzioni armene avviarono quindi un progetto di consolidamento dell'identità armena, favorendo l'utilizzo dell'armeno occidentale a scapito del turco e degli svariati dialetti.
Nel corso degli anni 1940 numerosi armeni della città aderirono al progetto del cosiddetto "rimpatrio armeno" organizzato dall'Unione Sovietica. A dominare la scena politica in città furono tre partiti nazionalisti armeni: la Federazione Rivoluzionaria Armena, il Partito Socialdemocratico Hunchakian e il Partito Liberale Democratico Armeno. I tre partiti si scontrarono tra le strade della città in più occasioni, specie nell'ambito della crisi libanese del 1958.
Durante la guerra civile in Libano, combattuta tra il 1975 e il 1990, la città si ritrovò in un fuoco incrociato, circondata a ovest dalle milizie del Movimento Nazionale Libanese e a est dalle milizie del Fronte Libanese; la comunità armena rimase perlopiù neutrale e si fortificò nella città, militarizzandone i confini. Con il collasso delle infrastrutture dello Stato libanese le istituzioni politiche, religiose e sociali e le strutture sanitarie della città di unirono in un consiglio nazionale per garantire i servizi alla comunità armena. Nel corso del conflitto numerose attività imprenditoriali armene con sede a Beirut, così come la prelatura apostolica armena, si trasferirono a Bourj Hammoud, rafforzando il senso di consolidamento della comunità. Le milizie del Fronte Libanese attaccarono più volte la città, favorendo l'esodo degli abitanti palestinesi e libanesi musulmani sciiti dal quartiere di Naba'a. In seguito alla fine del conflitto numerosi sciiti tornarono a stabilirsi in città, seguiti da lavoratori siriani e successivamente da rifugiati della guerra civile siriana.

## Società e cultura

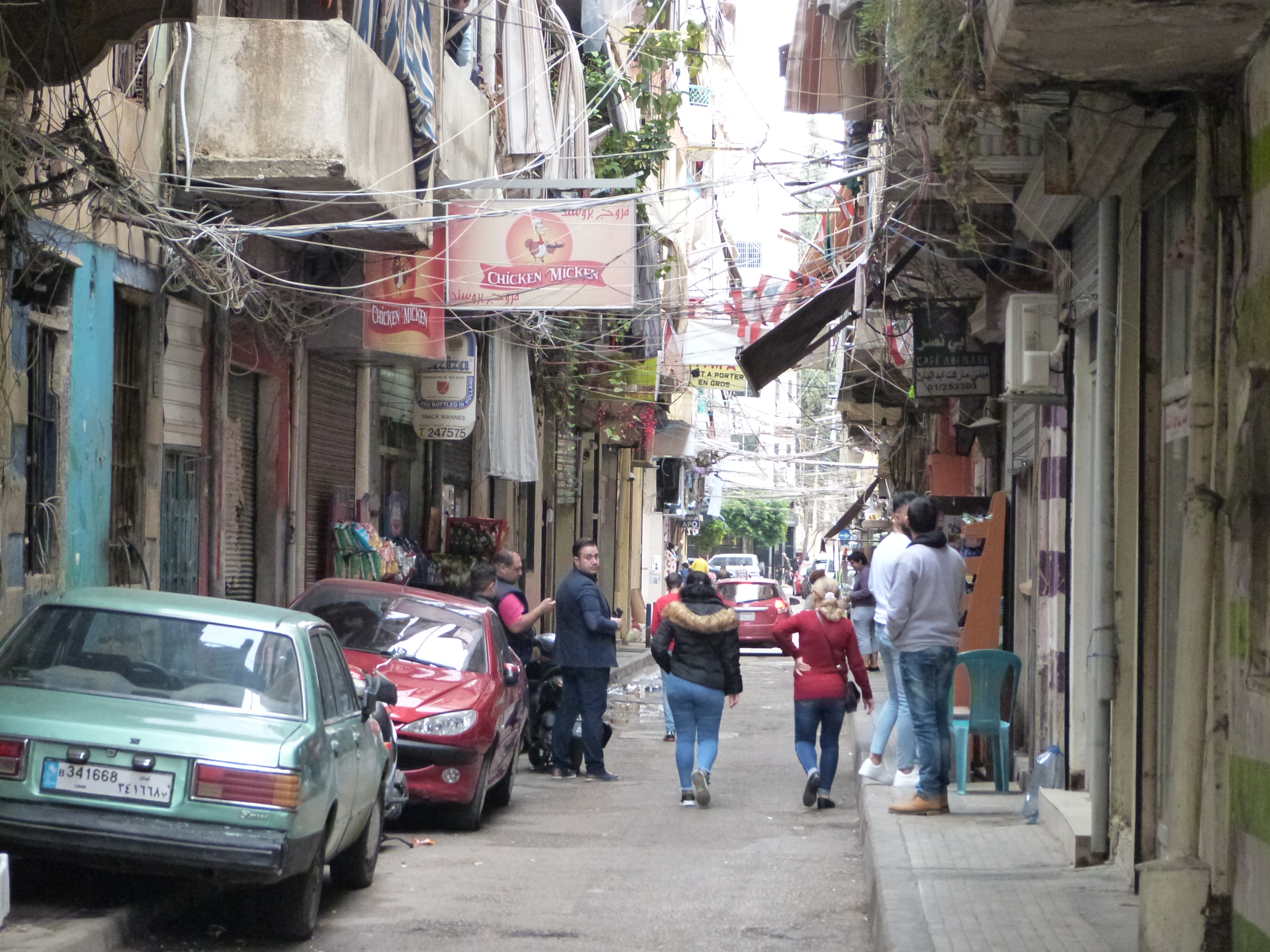
Strada di Bourj Hammoud, 2018

Bourj Hammoud è sede di un ecosistema culturale specifico grazie alla forte identità armena che si riflette nelle strade, in particolare nelle insegne e nei cartelli. La città dispone di un vivace distretto commerciale, nel quale hanno sede numerose officine, negozi di abbigliamento e gioiellerie. Gli armeni di Bourj Hammoud si sono integrati nel tessuto socioeconomico libanese specializzandosi nell'artigianato, in particolare nell'ambito della gioielleria, della pelletteria, della sartoria e della lavorazione dei metalli; le attività vengono trasmesse generalmente per via ereditaria. La città è attraversata da strade strette e le vie portano i nomi delle principali città di origine dei rifugiati armeni, in particolare Marash. La cultura armena a Bourj Hammoud si esprime particolarmente in ambito culinario; tra le locali specialità culinarie armene più popolari risaltano il lahmacun, il pastırma e il sucuk.
La maggioranza della popolazione è costituita da armeni di fede cristiana, che dominano il locale ambiente istituzionale e culturale. La lingua dominante tra la popolazione della città è l'armeno occidentale, per quanto l'arabo sia padroneggiato da quasi tutta la popolazione.  Si sono storicamente insediati in città numerosi palestinesi e libanesi di altre confessioni, in particolare musulmani sciiti, la gran parte dei quali abbandonò la zona negli anni 1970, con lo scoppio della guerra civile. La città, in particolare il quartiere di Naba'a, a partire dagli anni 1990 attirò numerosi lavoratori siriani, per la gran parte curdi, la cui presenza ha generato ampie tensioni sociali con la maggioranza armena. La comunità siriana si è ampliata enormemente a partire dal 2011, con l'arrivo di migliaia di rifugiati in fuga dalla guerra civile siriana; essi rappresentavano nel 2016 oltre un decimo della popolazione della città. A parte i siriani sono poi presenti lavoratori da Sri Lanka, Etiopia, Filippine e Nepal.
A partire dagli anni 1970 la Federazione Rivoluzionaria Armena ha monopolizzato il controllo sulla gran parte delle locali istituzioni municipali, educative ed ecclesiastiche, delle aziende e delle associazioni sportive e giovanili della città. Al partito sono affiliati vari club, gli agump (uno per ogni quartiere), i quali svolgono un importante ruolo sociale e di sicurezza pubblica. La forte influenza politica della Federazione Rivoluzionaria Armena sulla municipalità ha comportato favoritismi da parte delle istituzioni nei confronti degli abitanti armeni nell'accesso ai servizi sociali e all'edilizia residenziale pubblica. Dati statistici resi disponibili in occasione delle elezioni parlamentari in Libano del 2022 hanno rivelato che all'ufficio elettorale di Bourj Hammoud erano registrati 38 664 elettori, dei quali 1 214 risiedevano all'estero. Dal punto di vista confessionale il 49,5% degli elettori era armeno apostolico, il 12,4% armeno cattolico, il 7,6% sciita, il 7,5% greco-ortodosso e l'8,6% apparteneva ad altre confessioni cristiane minoritarie. Gli elettori residenti all'estero erano distribuiti principalmente in Canada, Stati Uniti d'America, Francia, Emirati Arabi Uniti e Germania.

## Geografia antropica e urbanistica
La città si estende su un'area di 2,4 km² e consiste in una zona urbana compatta; rappresenta di fatto un'estensione a est di Beirut lungo la costa mediterranea. L'area di Bourj Hammoud fino agli anni 1920 consisteva in area prevalentemente agricola. La città venne realizzata tra gli anni 1930 e 1970; il design urbano della città venne realizzato prendendo come riferimento le città principali dalle quali erano originari i rifugiati, in particolare Adana, Marash e Sis, le quali dettero i nomi ai quartieri. Gli edifici comprendono tra i due e i quattro piani, con balconi in legno, e le strade si distinguono per la loro strettezza. La città è attraversata da varie autostrade e comprende una vasta area industriale. La città ha incluso due storici e caratteristici quartieri informali: Sanjak e Arakadz, demoliti progressivamente dalle autorità.